# Бирюков, Нил Григорьевич
Нил Григорьевич Бирюков (12 (25) ноября 1907, Митава, Курляндская губерния — 23 июня 1979, Горький) — советский либреттист
 и переводчик.

## Биография
Родился в дворянской семье. В 1915 г. вместе с матерью эвакуировался из Курляндии в связи с наступлением немецких войск, жили в Сормове у брата матери, инженера Сормовского завода. С 1925 г. на комсомольской работе, с 1930 г. член ВКП(б). В том же году начал работать в газете «Красный Сормович», публиковался в других региональных изданиях. Окончил литературный факультет Горьковского педагогического института.
В начале 1930-х гг. входил в Нижегородскую ассоциацию пролетарских писателей, публиковал стихи в её сборниках. Был одним из организаторов Нижегородского (Горьковского) отделения Союза писателей CССР (1935), в 1960—1967 гг. его ответственный секретарь.
Наиболее известен как либреттист ю. Дебютировал в этой жанре текстом оперы Александра Касьянова «Степан Разин» (1937), в дальнейшем также перерабатывал текст для второй (1953) и третьей (1977) редакции оперы. В послевоенный период сотрудничал с Большим театром, для которого переписал заново русские тексты опер Станислава Монюшко «Галька» (1949) и Людвига ван Бетховена «Фиделио» (1953), а также оперы Камиля Сен-Санса «Самсон и Далила» (1950), постановка которой была отменена по идеологическим причинам. Написал также новый текст оперы Алексея Верстовского «Аскольдова могила» (1959, постановка Киевского театра оперы и балета) и русский текст к опере Бенджамина Бриттена «Питер Граймс» (1965, постановка Ленинградского театра оперы и балета имени Кирова).
В 1956 году составил и подготовил сборник «Семья Заломовых» — воспоминания и письма революционера Петра Заломова, его матери и сестры. Переводил стихи с марийского и чувашского языков.
Был депутатом Горьковского областного Совета депутатов трудящихся. Возглавлял областной филателистический клуб.
Умер от рака поджелудочной железы, похоронен на Бугровском кладбище. Посмертно выпущен сборник произведений Бирюкова «Театр. Поэзия. Жизнь» (Горький, 1983).